# Dementor
 Der er for få eller ingen kildehenvisninger i denne artikel, hvilket er et problem. Du kan hjælpe ved at angive troværdige kilder til de påstande, som fremføres i artiklen.

En dementor er et fiktivt væsen fra J.K. Rowlings serie om Harry Potter.
Dementorer bevogter det frygtede fængsel Azkaban, indtil Voldemorts genopstandelse. Dementorerne beskrives som tre meter høje onde væsner, de er klædt i sorte kapper, med en hætte som dækker deres ansigt, de har ingen øjne, og deres mund, er et sort hul. De suger alle positive og lykkelige minder ud af deres ofre, og ofrene bliver ladt tilbage med alle de værste oplevelser i deres liv.
Dementorerne er usynlige for muggler, men de påvirker muggler på samme måde, som de påvirker troldmænd og hekse.
En dementors sidste og værste våben kaldes en dementors kys. Den trækker hætten på kappen lidt tilbage og presser kæben ned over ofrets mund og suger hans sjæl ud, hvilket efterlader ham som en tom skal, levende men fuldstændig, uigenkaldeligt ”borte”.
Dementorer opstår, når der er så meget smerte og lidelse i luften, at det kan materialisere sig selv. For at holde dem selv “i live” må de dog nære sig af andre væseners positive følelser, som regel menneskers, men den største grund til at de gør dette er, at hvis de er i stand til at fjerne de positive følelser hos mennesker, efterlader det kun de negative følelser, hvilket gør det nemmere for dem at reproducere.
Det britiske Ministerium for Magi klassificerer dementorer, under deres klassifikationssystem for magiske væsener, som værende "ikke-menneskelige spirituelle fænomener" (eng. Non-Human Spiritous Apparitions eller "ikke-væsener" (dog oversat som "mørke væsener" på dansk), hvilket vil sige at de er en type magiske væsener, der er skabt ud af menneskelige følelser. De kan ikke dø, da de slet ikke er levende til at begynde med (benævnt som værende "amortal" i de engelske udgaver af bøgerne, selv om det på sin vis praktisk talt betyder, at de er udødelige. Dog gøres der en distinktion her i de engelske udgaver af bøgerne, der argumenterer, at det at være udødelig immortal indebærer, at man før har været levende). Der er visse forsvar man kan bruge imod dementorer, bedst af dem alle patronus-besværgelsen, som enten kan danne et skjold af positiv følelsesmæssig energi, som dementorerne i stedet vil suge af, eller en kropslig patronus - et åndedyr - der rent faktisk er i stand til at jage dementorer væk. Dementorer var ikke i sandhed loyale over for nogen anden, men kunne indvilge i at arbejde for dem, de kunne give dem flest mennesker at nære sig af. De kunne ikke tilintetgøres, men deres antal kunne mindskes hvis de forhold, der gjorde det muligt for dem at formere sig, dvs. fortvivlelse og nedbrud, ikke er til stede. Det sidstnævnte antyder muligvis at dementorer kan dø ud af sig selv, hvis de ingen mennesker har at nære sig af.

## Troldmænd, hekse og mugglere som er blevet angrebet af en dementor
- Harry Potter
- Sirius Black
- Dudley Dursley
- Barty Ferm Junior
- Alle Azkabans fanger, op til efter troldmandskrigens afslutning

## Citater om dementorer
Remus Lupin giver denne beskrivelse af en dementor i Harry Potter og Fangen fra Azkaban
| Citat | Dementorerne er blandt de mest onde væsner som betræder denne jord. De hjemsøger de mørkeste, snavsede steder, de blomstrer i forrådnelse og fortvivlelse, de dræner luften omkring dem for fred, håb og glæde. Selv mugglere føler deres nærvær, selvom de ikke kan se dem. Hvis du kommer for tæt på en dementor, vil alle glade minder blive drænet fra dig. Hvis det er muligt, vil dementoren dræne dig længe nok til, at den har forvandlet dig til noget lignende den selv – sjæleløst og ond. Du vil blive efterladt med intet andet end dine værste minder i livet. | Citat |
|       | |       |